# Philonotis fontana
Espèce
Philonotis fontana, appelé communément Fontaine Pomme-mousse, est une espèce de plantes de la famille des Bartramiaceae.

## Description
Philonotis fontana est une plante en touffes profondes. Les feuilles sont étalées et presque squarreuses à l'état humide. Sèches, les feuilles sont tortillées autour de la tige. Les dents marginales sur ces mêmes feuilles sont doubles et le nerf fort. Les capsules sont à peu près sphériques, ridées à sec, sur de longs pédicelles.

### Risque de confusion
Sur les pistes humides, Pohlia wahlenbergii et Philonotis fontana peuvent être confondus. Les bryologues les différencient cependant puisque Pohlia wahlenbergii possède des feuilles à dents marginales simple et à nerf faible contrairement à Philonotis fontana.

## Biotope et répartition
Philonotis fontana, tout comme les autre espèces du genre Philonotis, est une mousse qui peut être observable dans les ruisseaux. Elle se développe particulièrement dans les sources calcaires et côtoie donc les espèces Palustriella.